# 柳憲一郎
柳 憲一郎（やなぎ けんいちろう、1950年 - ）は、日本の法学者。専門は環境法、環境アセスメント法。博士（法学）（明治大学・論文博士・2011年）。明治大学名誉教授、元環境科学会会長。元環境アセスメント学会会長。日本土地環境学会会長。環境法政策学会常任理事・事務局長。環境大臣表彰、日本土地環境学会学術賞、環境科学会学術賞・学会賞受賞。

## 人物・経歴
神奈川県生まれ。東京都立戸山高等学校を経て、1976年中央大学法学部法律学科卒業。1979年筑波大学大学院環境科学研究科環境科学専攻修士課程修了（指導教授：荒秀）

筑波大学社会科学系準研究員・文部技官(環境科学研究科・橋本道夫教授)や北海学園大学開発研究所客員研究員、信州大学経済学部兼任講師を経て、1988年北海学園北見女子短期大学経営学科助教授、1992年明海大学不動産学部助教授、1995年英国ケンブリッジ大学土地経済学部客員研究員。その後、明海大学不動産学研究科・不動産学部教授を経て、2004年明治大学法科大学院教授。2011年博士（法学）（明治大学）の学位を取得。2018年明治大学法学部教授、2021年3月明治大学定年退職、同年4月明治大学名誉教授、明治大学研究・知財戦略機構研究推進員。
明治大学環境法センター長、東京都環境影響評価審議会会長、2020年東京オリンピック・パラリンピック環境アセスメント委員会会長、緑の地球防衛基金監事、川崎市環境影響評価審議会会長、埼玉県環境影響評価技術審査会会長、東京都江東区環境審議会会長、公害健康被害不服審査会委員・専門委員、千葉県環境影響評価委員会委員などを歴任。2010年公益社団法人環境科学会学術賞受賞、2020年学会賞受賞。2011年 日本土地環境学会学術賞受賞。2012年環境アセスメント学会会長、2020年顧問。
2017年環境保全功労者環境大臣表彰。2016年第14代環境科学会会長、2018年顧問、2021年名誉会員。2019年一般社団法人環境情報科学センター理事、2020年学術論文賞受賞2023年常務理事。

## 著書
- 『環境アセスメント法』清文社 2000年
- 『環境法政策』清文社 2001年
- 『環境アセスメント読本』（浦郷昭子と共著）ぎょうせい 2002年
- 『多元的環境問題論』（篠田由紀, 磯田尚子と共編著）ぎょうせい 2002年
- 『判例にみる工作物・営造物責任』（北河隆之と共著）新日本法規出版 2005年
- 『ロースクール環境法』（松村弓彦, 荏原明則, 小賀野晶一, 織朱實と共著）成文堂 2006年
- 『環境リスク管理と法 : 浅野直人教授還暦記念論文集』（岩間徹と共編）慈学社出版 2007年
- 『演習ノート環境法』（浅野直人と共編）法学書院 2010年
- 『環境アセスメント法に関する総合的研究』清文社　2011年
- 『コンパクト環境法政策』清文社 2015年
- 『持続可能性環境法学への誘い: 浅野直人先生喜寿記念』(大塚直と共編著) 信山社　2020年
- 『脱炭素とCCS―二酸化炭素回収・貯留に関する法政策研究』(小松英司, 中村明寛と共編著) 信山社　2021年
- 『脱炭素とCCS―二酸化炭素回収・貯留に関する法政策研究(第２版)』(小松英司, 中村明寛,中村健太郎と共編著) 　　信山社　2023年